# Mittelwihr
Mittelwihr (deutsch Mittelweier) ist eine französische Gemeinde im Département Haut-Rhin in der Europäischen Gebietskörperschaft Elsass und in der Region Grand Est  mit 849 Einwohnern (Stand 1. Januar 2022). Sie gehört zum Arrondissement Colmar-Ribeauvillé sowie zum Kanton Sainte-Marie-aux-Mines und ist Mitglied des Gemeindeverbandes Pays de Ribeauvillé.

## Geografie
Der Ort liegt auf 220 m Höhe in der westlichen Oberrheinebene am Sembach, etwa acht Kilometer nördlich von Colmar am Fuß der Vogesen. Das Gemeindegebiet gehört zum Regionalen Naturpark Ballons des Vosges.

## Geschichte
Eine erste historische Erwähnung dieses Dorfes gibt es aus dem Jahr 974. Mittelweier war ab 1324 Teil des Besitzes von Horburg-Reichenweier. Ab 1534 bis zur Französischen Revolution von 1789 war Mittelweier im Besitz der Grafen von Württemberg-Mömpelgard.
Von 1871 bis zum Ende des Ersten Weltkrieges gehörte Mittelweier als Teil des Reichslandes Elsaß-Lothringen zum Deutschen Reich und war dem Kreis Rappoltsweiler im Bezirk Oberelsaß zugeordnet.
Im Zweiten Weltkrieg wurde Mittelweier im Dezember 1944 während der Kämpfe in der „Kesselschlacht von Kolmar“ (Poche de Colmar) – der letzten Schlacht des Zweiten Weltkriegs auf französischem Territorium – durch Bombenangriffe schwer beschädigt.
| Jahr      | 1910 | 1962 | 1968 | 1975 | 1982 | 1990 | 1999 | 2007 | 2017 |
| --------- | ---- | ---- | ---- | ---- | ---- | ---- | ---- | ---- | ---- |
| Einwohner | 690  | 672  | 688  | 658  | 622  | 732  | 823  | 780  | 832  |

## Wirtschaft und Infrastruktur
Ursprünglicher Wirtschaftszweig war der Weinbau, die Fürstabtei Murbach sowie die Klöster Saint Hippolyte-Lièpvre und Ebersmunster hatten hier Weinberge. Auch heute spielt der Weinbau eine entscheidende wirtschaftliche Rolle. Der Weinort liegt an der Elsässer Weinstraße. Die Einzellage Mandelberg gehört zu den Alsace-Grand-Cru-Lagen.

## Persönlichkeiten
- Friedrich Paul Greiner (1871–1927), Landtagsabgeordneter des Reichslandes Elsaß-Lothringen und Präsident des elsässischen Weinbauernverbandes